# キッシングゲート

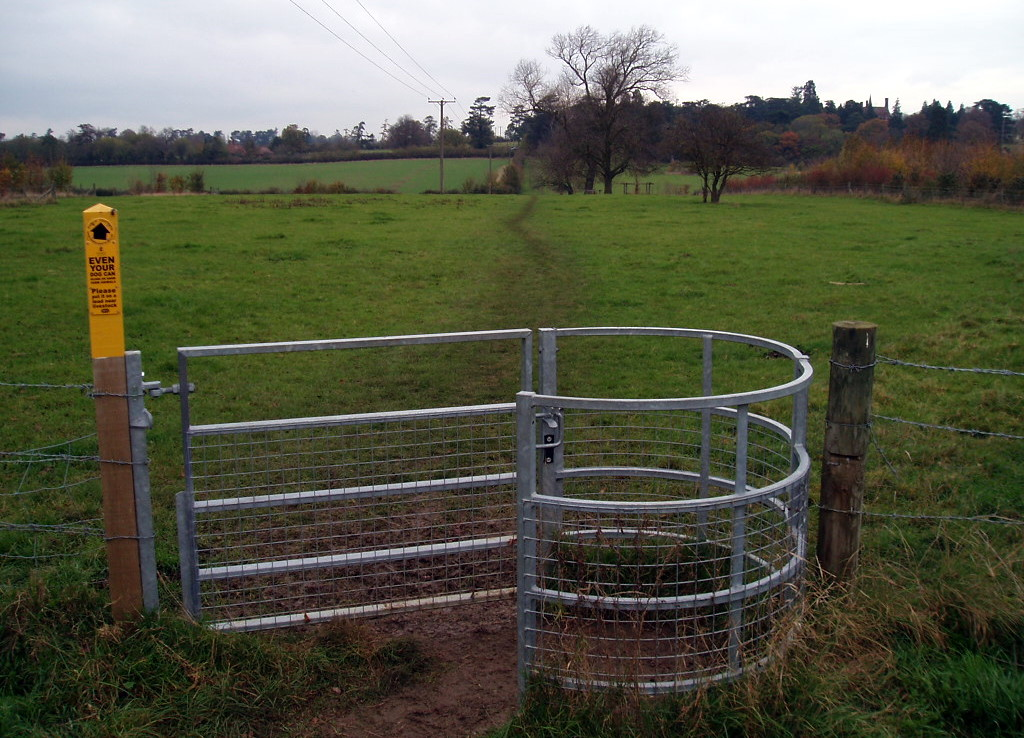
牧場を横切るフットパス（散策路）に設けられたキッシングゲート

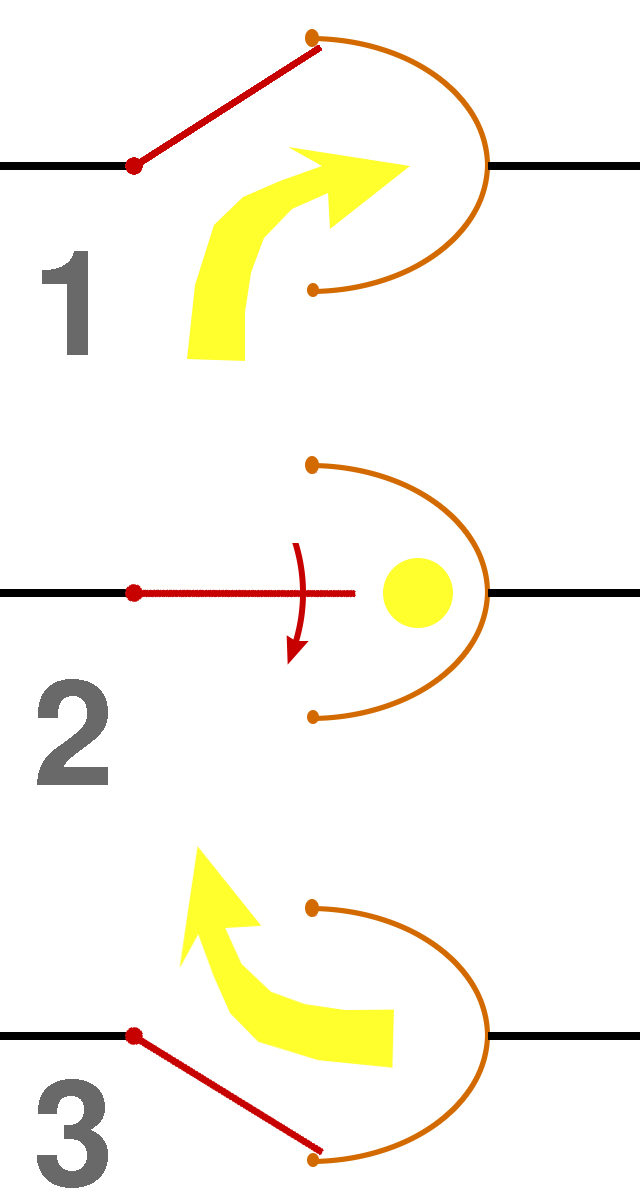
人は、エンクロージャーの中に入り、扉を動かし通過する。

キッシングゲート（Kissing gate）は、牧場などで使用される、人のみを通し家畜の通過を妨げる門の一種。
開き扉の横には、半円または長方形、台形、V字形などの人ひとりが入ることのできるエンクロージャー（囲い）が設けられ、扉はエンクロージャーより外側に開くことができないようになっている。扉は、敷地の内外に関係なく常に閉じられた状態にあり、家畜の逃げ出す隙間が生じない。人は、扉を押し開けエンクロージャーの中に入り、次に扉を引くことによってゲートの反対側に行くことができる。多くの扉は、ヒンジ部にバネや重りを用いて、エンクロージャーの片側に自動的に閉まるようにできている。
エンクロージャーは狭いため、ベビーカーや車椅子での移動は困難である。設計上、自転車の利用も考慮されておらず、利用者は自転車をフェンス越しに持ち上げて移動している。あるいは、自転車や馬に乗る者は、キッシングゲートの扉の掛け金を解除して、扉を完全に開いて通行可能な状態にするか、隣接する従来の門を使用する。
キッシングゲートの「キッシング」とは、扉がエンクロージャーにしっかりと閉じることよりもむしろ、「かるく触れる（キスをする）だけである」という機能に由来する。

## バリアフリー
英国の障害者差別禁止法には、障害者の交通障壁を解消するために公共事業によって「合理的な調整」を行う必要があると記されている。イングランドの環境・食料・農村地域省（DEFRA）は、従来のキッシングゲートと階段状の構造物であるスタイルに対して、より広範囲の利用者の通行が容易なタイプにとって代わるか、補われなければならないと提言した。

## 書籍
Kissing gates are included in a British Standard: BS5709:2006: Gaps, Gates & Stiles ISBN 0-580-48107-7.  The standard is functional rather than prescriptive.